# Neckargemünd
Neckargemünd är en stad i Rhein-Neckar-Kreis i regionen Rhein-Neckar i Regierungsbezirk Karlsruhe i förbundslandet Baden-Württemberg i Tyskland. Folkmängden uppgår till cirka 14 000 invånare, på en yta av 26 kvadratkilometer.
Staden ingår i kommunalförbundet Neckargemünd tillsammans med kommunerna Bammental, Gaiberg och Wiesenbach.